# Lajat

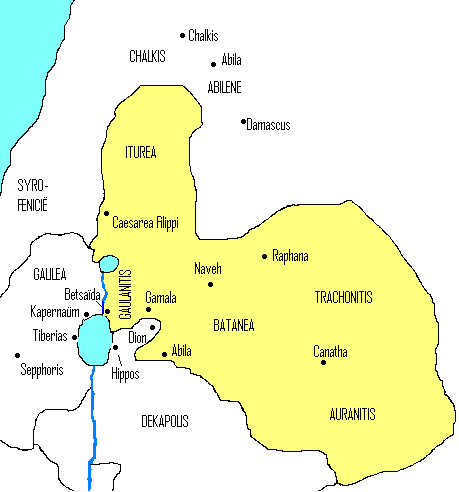
Trachonitis (Lajat) a Iturea v 1. století

Lajat [ladžat] (také Leja, al-Lajat) je rozsáhlé lávové pole o rozloze asi 900 km² v jižní Sýrii, asi 50 km jižně od Damašku.

## Popis
Vyvýšená sopečná plošina s průměrnou výškou 600-700 m n. m. a s četnými vyhaslými sopkami (nejvyšší vrchol dosahuje výšky 1159 m n. m.) hraničí na západě s plošinou Hauran, na jihu s úpatím vrchoviny Džabal ad-Durúz. Oblast je chudá na vodu, která se musí zachytávat v cisternách, přesto je místy v údolích i obdělávaná půda.

## Historie
Lajat, hebrejský Argób nebo starověká řecká Trachonitis, zmiňovaná v Lukášově evangeliu (L 3, 1 (Kral, ČEP)), byl řídce osídlen už v předhistorických dobách, zejména arabskými kmeny. Římané přes něj vybudovali silnici a na více než 20 místech se zachovaly stopy římských osad. V byzantské době (od 3. do 6. století) Lajat velmi rozkvetl. Vzniklo množství vesnic s kostely, lázněmi a kolonádami. Později byla oblast prakticky opuštěna a znovu osídlena až ve 13. století uprchlíky za Sýrie za mongolské invaze. V té době patrně vznikl i současný arabský název Lajat, což znamená azyl, útočiště. Ještě v 16. století zde byla řada zemědělských vesnic, ale v 17. století tu už jen místní beduini pásli stáda. Současní obyvatelé jsou ve střední a východní části převážně Drúzové, při západní hranici muslimští Arabové a křesťanští Melchité.